# История Самарской области
К эпохе среднего палеолита на территории Самарской области относятся отдельные предметы[какие?] возрастом 100 тыс. лет, принадлежавшие неандертальцам. Однако жилищ и следов стоянок тех времён не обнаружено.
К эпохе верхнего палеолита в Самарской области относятся кремнёвые изделия (нуклеусы, ножевидные пластины, скребки), найденные на территории Самары в Постниковом Овраге.

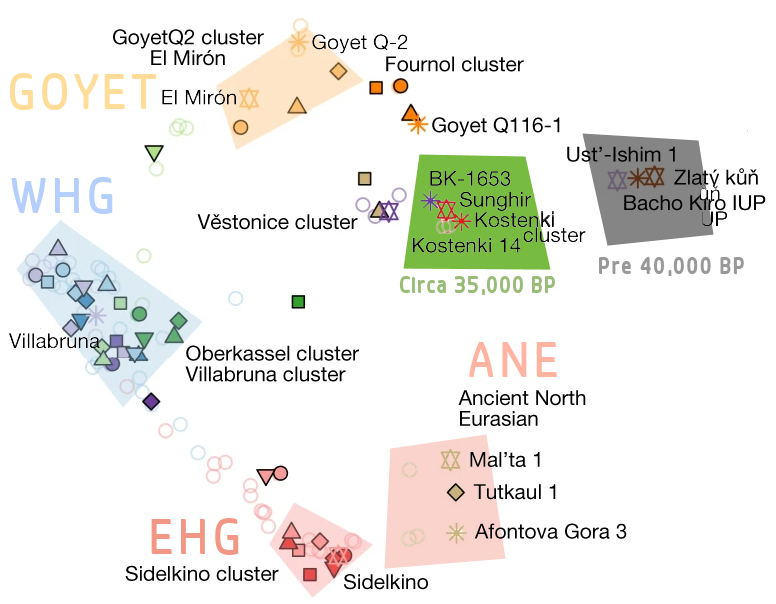
Генетическое положение кластера «Сиделькино»

Самым древним местонахождением в устье Постникова оврага является так называемая «Мастерская III. Кострище 2».
Палеоантропологические находки на горе Маяк у села Сиделькино Челно-Вершинского района имеют возраст 11,55 тыс. лет. У восточноевропейского охотника-собирателя (EHG) из Сиделькина определена митохондриальная гаплогруппа U5a2 и Y-хромосомная гаплогруппа R1b1a1. Также на горе Маяк имеются находки из слоёв эпохи мезолита.
К неолиту относятся стоянки елшанской археологической культуры (Елшанка, Красный Яр, Сиделькино) с древнейшими на территории Европы образцами керамики. Погребение человека с негроидными чертами у села Чекалино в Сергиевском районе датируется возрастом 9 тыс. лет назад.
В Александрово-Гайском районе на берегу Большого Узеня находится памятник неолита Орошаемое (7-8 тыс. лет). Рядом на возвышенности вблизи водонапорной станции райводхоза находится неолитическая стоянка Алгай.
Стоянки средневолжской неолитической культуры Елшанская I и II, Ивановская, Захар-Калма, Виловатовская, Максимовская I—II и Малый Шихан расположены в бассейне реки Самары.
Грунтовый могильник Екатериновский мыс, расположенный на восточной окраине села Екатериновка при впадении реки Безенчук в залив Саратовского водохранилища и датируемый четвёртой четвертью 5 тыс. до н. э., сочетает в себе как мариупольские, так и хвалынские черты. Все антропологические образцы из него были европеоидного типа. У них определены Y-хромосомная гаплогруппа R1b и митохондриальные гаплогруппы U2, U4, U5. Гончарные традиции населения самарской культуры, оставившего могильник Екатериновский мыс, возникли в недрах неолитической орловской культуры Нижнего Поволжья.
В хвалынских могильниках первой половины 4 тыс. до н. э. с уралоидным антропологическим субстратом зафиксирован европеодный широколицый и южноевропеоидные варианты, определены Y-хромосомные гаплогруппы R1a, O1a1, I2a2 и митохондриальные гаплогруппы T2a1b, H2a1.
В позднем медном — раннем бронзовом веке (5300 — 4700 лет назад) под Самарой обитали представители ямной археологической культуры, которые были носителями Y-хромосомной гаплогруппы R1b.
В период средней бронзы на приволжской возвышенности функционируют поселения вольско-лбищенской культуры. Находки вольско-лбищенской керамики в закрытых комплексах посткатакомбных погребений дают возможность провести верхнюю границу вольско-лбищенской культуры на рубеже III—II тыс. до нашей эры.
В Волжском районе в 2 км к юго-западу от села Белозерки и в 2 км к югу от села Алексеевка находится Белозёрское I селище срубной культуры.
В останках двух человек из Самарской области, связанных со покровской срубной культурой (около 3800 лет назад) нашли штамм чумной палочки (Yersinia pestis), способный распространять бубонную чуму через блох.
В начале 1-го тысячелетия н. э. на территорию Среднего Поволжья пришли племена из Центральной Европы, Поднестровья.
На обнаруженном в Рысайкино (Похвистневский район) раннескифском трёхдырчатом костяном (роговом) псалии найден древнейший на сегодняшний день письменный памятник на территории России — надпись на арамейском языке, датируемая палеографическим методом, либо концом VIII века до н. э., либо 2-й четвертью VII века до н. э., когда, как считается, сформировался образ бараноптицы.
К раннему железному веку относятся материалы с городища у села Лбище городецкой культуры.
Периодом между III и VII веками нашей эры датируются городища и селища именьковской культуры. В Среднем Поволжье (в бассейне реки Большой Черемшан на севере Самарской области) памятники типа Сиделькино — Тимяшево, в целом относящихся к кругу памятников киевской культуры и датирующихся III—V веками, не сыграли существенной роли в формировании классической именьковской культуры. К раннему этапу именьковской культуры Г. И. Матвеева относила древности лбищенского типа, датирующиеся IV веком.
С третьей четверти VI века в Среднее Поволжье проникают отдельные группы кочевого населения из Северного Причерноморья и Северного Кавказа, которые на протяжении VII века вступали в контакт с населением именьковской культуры. Этим, видимо, объясняется появление обряда ингумации в именьковских могильниках, где ранее безраздельно господствовал обряд кремации. В конце VII века переселение степных кочевников в Среднее Поволжье приобретает более массовый характер. Видимо, после распада Великой Болгарии под натиском хазар на Самарскую Луку переместилась большая группа кочевого населения, оставившая памятники новинковского типа.
По пришествии в Среднее Поволжье булгар, во второй половине VII века, памятники именьковцев исчезают. Считается, что часть именьковцев растворилась в булгарах, часть ушла на запад в междуречье Днепра и Дона, основав волынцевскую культуру и, смешавшись с существовавшими там колочинской и пеньковской культурами, стали прародителями Киевской Руси.
Пролетарское городище на вершине холма на правом берегу реки Большой Черемшан возможно было одним из перевалочных пунктов древних венгров в процессе их перемещения на Дунай.
Вблизи села Курумоч в Волжском районе на раннесредневековом поселении «Власть труда» (VIII—IX века) найдены следы погребений по обряду кремации, что говорит об очень раннем проникновении на Волгу язычников-славян.
В начале XVI века на территории будущего Ставропольского уезда Самарской губернии кочевали ногайцы, которые с наступлением весеннего тепла кочевали со своими стадами по луговой стороне Волги до реки Камы. На территории будущих Бугурусланского, Бугульминского и Бузулукского уездов кочевали башкиры и калмыки, на территории будущих Николаевского и Новоузенского уездов кочевали киргизы и татары.
Территория нынешней Самарской области вошла в состав России в середине XVI века, после присоединения Казанского и Астраханского ханств к Московскому царству.
В начале XVII века с берегов Яика (Урала) в пределы Самарского края явились калмыки вследствие распространившегося между ними слуха, что река Волга больше Урала и привольнее для кочевья со стадами. Весной 1634 года калмыки двинулись в путь со своими кибитками и случайно наткнулись на ногайцев, растянувшихся 40 000 кибитками вдоль северных берегов Самарской луки вплоть до Симбирска. Между обоими племенами произошла битва, кончившаяся совершенным поражением ногайцев. Калмыки завладели всем приволжским луговым пространством.
По мере распространения и расширения здесь русской колонизационной волны, начались стычки между русскими и кочующими инородцами. Русские постоянно жаловались правительству на притеснение их калмыками и башкирами, последние — на русских. В 1644 году правительство послало в Самарский край войска на калмыков, под предводительством воеводы Л. А. Плещеева. Плещеев разбил их и подчинил «под высокою царскою рукою, чтоб им, калмыкам, давати повальный торг в государевых городах, а войною им на государевы города и уезды не приходити».
В 1652 году началось строительство Закамской засечной черты (в пределах будущего Ставропольского уезда), вдоль левого берега реки Волги и по правому берегу реки Черемшана, для чего велено было выслать «подымовых людей — черемис, чуваш и вотяков». Сначала была построена крепость из «сосновых брёвен» в городе Белом Яре, куда для поселения были высланы на вечное житьё из Казанской губернии 100 конных служилых казаков и 9 человек ссыльных. Следующая крепость была построена в городе Ерыклинске, с 6 башнями и вестовым колоколом. Здесь поселены 150 пашенных крестьян из села Чалнов (близ города Елабуги, на берегу реки Камы), устроенных в казачью службу. «Буде которые служилые люди, — говорилось в приказе, — стрельцы и крестьяне ехать из села Чалнов не похотят, то тех из деревень высылать и за ослушание бить батоги и сажать в тюрьму». От Ерыклинска линия тянулась среди сплошного леса до города Тиинска на речке Тии, где также был построен острог. В 1653 году сюда перевели 50 конных стрельцов с семьями из Ахтачинского острожка и 100 чалнинских пашенных крестьян. Когда в 1654 году был взят у поляков Смоленск, то оттуда и из Полоцка выселили в Тиинск вместе с казаками 141 человек польской мелкой шляхты, которые ещё прежде «универсалами польских королей несли крепостную службу». Другая партия польской шляхты поселена в слободе Старой Куваке и Старой Письмянке будущего Бугульминского уезда. Вследствие жалоб шляхтичей и крестьян правительству на то, что им «от воинских людей на закамской черте жить страшно», в 1670 году приступили к постройке «города с тыном» на реке Майне (ныне село Старая Майна). Сюда переселили крестьян из губерний Нижегородской, Казанской и Симбирской. Польские шляхтичи до 1830 года числились пахотными солдатами или малолетками. Другая линия крепостей (Закамская) начата постройкой в 1727 году от пригорода Алексеевска до пригорода Сергиевска, вдоль реки Сока. На работы по постройке линии назначено было со всей Казанской губернии 15 000 человек, которые были наделены землёй (пешие — по 18 десятин (примерно по 19,7 га), конные по 55 десятин (60 га)). В три года построены были крепости Кундукча, Черемшан, Кичуй, Шешминск.
При Анне Иоанновне, в 1736 году, линия крепостей продолжена по реке Самаре от города Самары к Оренбургу: крепости Красносамарская, Борская, Бузулукская, Тоцкая, Сорочинская, Ольшанская (село Еминка), Новосерповская. Все крепости были обведены валами, рвами и деревянными стенами, с рогатками, деревянными башнями и турами по углам; на башнях поставлены чугунные пушки. Между крепостями устроили ещё редуты, занятые казаками. В пяти крепостях были поселены казаки, в числе 1078 человек, и, кроме того, 12 калмыков, 41 разночинец, 19 ногайцев и 6 человек ссыльных.
Башкиры, полагая, что крепости могут служить оплотом против их набегов на русских поселенцев, взбунтовались, в числе более 20 000 человек и, несмотря на уверения правительства, что крепости построены против киргизов и ногайцев, продолжали выжигать и разорять деревни, а людей бить и брать в полон. В 1740 году правительство послало для усмирения башкир войска, которые разрушили более 700 башкирских аулов; в битве пало 16 000 башкир.
Однако башкиры не скоро успокоились и долго ещё служили грозой для русских поселенцев. Когда П. Паллас в 1769 году посетил крепости Самарского края, он нашёл их в очень плохом состоянии.
Пугачёвское движение нашло значительную поддержку в калмыках и башкирах. Оно было подавлено здесь в 1774 году генералом А. И. Бибиковым. В уездах Бузулукском, Бугурусланском, Бугульминском и Николаевском башкир и теперь числится 40 628.
С 1738 года правительство старалось заселять левый берег реки Волги (в Ставропольском уезде) русскими крестьянами с целью приучения кочевавших ещё здесь калмыков к земледелию, но безуспешно; поэтому в 1842 году оно выселило их в Оренбургскую губернию.
В XVII—XVIII веках территория Среднего Поволжья заселялась переселенцами из других районов страны и иностранцами (в частности, поволжскими немцами).
Усиленная колонизация нынешней Самарской губернии началась только со второй половины XVIII века, особенно на юге, где в XVII веке только небольшими группами поселились беглые гулящие люди, постоянно враждовавшие с бродячими киргиз-кайсаками и татарами.
Для заселения нынешнего Николаевского уезда были призваны из-за границы раскольники, бежавшие туда от преследований в России. Им предоставлялось в пользование 70 тыс. десятин земли, даровалась шестилетняя льгота от податей и повинностей и обеспечивалось беспрепятственное исповедание их веры. Они расселились целыми селениями по берегам реки Большой Иргиз. В то же время сюда прибыли и молокане, основавшие в 1792 году несколько селений, и немецкие колонисты из Вюртемберга, Бадена, Пруссии, Баварии, Касселя, Гессен-Дармштадта, Саксонии, Мекленбурга, Швейцарии и т. д. В большинстве случаев первые немецкие колонисты были вовсе неспособны к земледелию. Немецкие колонисты расселились по левому берегу реки Волги в числе 25 000 человек и заняли уже заранее построенные им за счёт государства домики. Каждая немецкая семья получала на свою долю 2 лошади, 1 корову, семена для посева и земледельческие орудия. С 1766 по 1788 год немецкие колонисты основали на берегу Волги 36 колоний. С 1778 по 1858 год их поселилось здесь 43 017 душ.
Последними немецкими поселенцами были меннониты, явившиеся сюда в течение 1858—1865 годов в числе 1662 душ.
В нынешнем Новоузенском уезде первыми русскими поселенцами по берегу Волги были малороссы, вызванные указом 1741 года для вывозки соли из Эльтонского озера.
Русскими поселенцами во второй половине XVIII века были основаны 64 селения, в текущем столетии, до 1885 года — 753 селения. В Самарском уезде с 1847 по 1850 год правительством было поселено 120 семей «малоимущих дворян», которым было отведено по 60 десятин майоратных участков. Колонизация губернии активно продолжалась на рубеже XIX—XX веков; масса поселенцев из других губерний жила на арендованных казённых землях. После 12-летней аренды они получали арендованную землю в надел, по 6-8 десятин на душу.
С середины XIX века территория испытывала экономический подъём, Самара становится одним из важных центров внутрироссийского рынка зерна, что привело к развитию торговли и промышленности в городе.
Самарская губерния с центром в Самаре была образована 1 января 1851 года в соответствии с указом от 6 декабря 1850 года. В состав Самарской губернии вошли 3 уезда Оренбургской губернии, 2 заволжских уездов Симбирской губерний и 2 заволжских уезда Саратовской губернии.
Осенью 1891 года — летом 1892 года территория Самарской губернии стала частью основной зоны неурожая, вызванного засухой (см. Голод в России (1891—1892)).
В ходе Русской революции и Гражданской войны на территории Самарской губернии проходили бурные события, связанные со сменой власти. После провозглашения 25 октября (по ст. стилю) советской власти в Самаре, в июне 1918 года последовал мятеж Чехословацкого корпуса, а 8 июня опираясь на поддержку чехословаков, частью членов Учредительного собрания в Самаре было сформировано Временное правительство КОМУЧа, просуществовавшее до 6 октября, когда в Самаре была восстановлена советская власть. В числе других событий можно назвать рейды оренбургских и уральских казаков по югу губернии, разворачиванием фронта борьбы с силами А. В. Колчака. Разные стороны принимали и народные движения Самарской губернии. Если рабочие промышленных центров и часть крестьянства поддержали советскую власть, то население некоторых сёл восставало против большевистской политики военного коммунизма (Чапанная война).
В 1918 году часть территорий Новоузенского и Николаевского уездов, населённых немцами, передана в состав вновь образованной Автономной области немцев Поволжья.
В 1919 году оставшаяся часть Новоузенского уезда вошла в состав Саратовской губернии.
В 1920 году Бугульминский уезд вошёл в состав вновь образованной Татарской АССР.
14 мая 1928 года Постановлением ВЦИК и Совнаркома РСФСР Самарская губерния ликвидирована.
В 1928 году в связи с административно-территориальным реформированием Самара стала центром Средневолжского края.
В 1935 году Самара была переименована в Куйбышев (и носила это название до 1991 года), а Средневолжский край — в Куйбышевский край.
К 1936 году произошло расформирование Куйбышевского края, из которого вышли Оренбургская, Пензенская области и Мордовская АССР.
В 1943 году из состава Куйбышевской области была выделена Ульяновская область. С этого момента Куйбышевская область сформировалась в нынешних границах Самарской области.
Индустриализация первых пятилеток не обошла стороной Куйбышевскую область — в городе Чапаевск на базе дореволюционного военного завода началось создание группы предприятий, производивших взрывчатые и отравляющие вещества и боеприпасы, в области появился ряд других оборонных предприятий. В конце 1930-х годов силами заключенных ГУЛАГа началось сооружение Куйбышевского гидроузла, которое было прекращено в связи с обнаружением куйбышевских месторождений нефти.
В годы Великой Отечественной войны область стала одним из центров оборонной промышленности страны — в 1941 году был запущен нефтеперерабатывающий завод в Сызрани, обеспечивавший армию горючим, в Куйбышев из Москвы и Воронежа были эвакуированы авиационные заводы, наладившие выпуск штурмовиков «Ил-2». В 1942 через Сызрань прошла т. н. Волжская рокада — железная дорога, использовавшаяся для снабжения советских войск в ходе Сталинградской битвы. В 1941—1943 годах в Куйбышеве размещались дипломатические миссии иностранных государств, в 1941 году существовали планы переноса столицы СССР в Куйбышев в случае захвата немецкими войсками Москвы.
Осенью 1946 года для разработки авиационных турбовинтовых и турбореактивных двигателей на Государственном союзном опытном заводе № 2 в посёлок Управленческий были перевезены из Германии сотни квалифицированных рабочих и опытных инженерно-технических работников с предприятий «Юнкерс», «БМВ» и «Аскания».
В 1950—1960-х годах область была одним из ведущих центров нефтедобычи в СССР, в 1945—1951 годах для переработки нефти были построены Куйбышевский и Новокуйбышевский НПЗ. Параллельно было возобновлено строительство Жигулевской ГЭС, которая была запущена в 1955 году. В связи со строительством ГЭС был затоплен город Ставрополь, и отстроен на новом месте, позднее он получил имя — Тольятти. В дальнейшем созданная во время сооружения ГЭС строительная база использовалась для создания в Тольятти серии других промышленных предприятий — завода минеральных удобрений «КуйбышевАзот», завода синтетического каучука «Тольяттикаучук» (1964—1966), Волжского автозавода (1970), а также крупнейшего в стране и мире производителя аммиака комбината «ТольяттиАзот» (1979).
В областном центре в эти же годы было расширено авиационное производство и начат на Куйбышевском авиационном заводе выпуск самого массового советского пассажирского среднемагистрального самолета Ту-154, выполнялись заказы в рамках советской ракетно-космической программы («ЦСКБ-Прогресс»). Резко выросшая потребность в квалифицированном инженерном персонале привела к развитию в области высшего образования, в основном технического профиля. В то же время бурный рост промышленности и приток большого числа молодого населения из других регионов страны (в 1939—1990 гг. население области выросло более чем вдвое) создал большую нагрузку на социальную инфраструктуру, которая развивалась намного медленнее. Например, население Куйбышева уже в конце 1960-х годов превысило 1 млн жителей и по советским стандартам город получил право претендовать на метро; Куйбышевский метрополитен был открыт в 1987 году (решение о строительстве было принято в 1978 году). В Тольятти, население которого в конце 1980-х превышало 600 тыс. жителей, высшее образование было представлено только Политехническим институтом, хотя промышленное развитие города к этому времени фактически закончилось.
В постсоветский период Самарская область благодаря накопленному экономическому потенциалу и сформировавшимся местным элитам стала одним из экономических и политических субцентров страны, в крупнейших городах области (Самаре и Тольятти) начала активно развиваться сфера услуг. С середины 2000-х годов уровень экономической и политической самостоятельности региона сильно сократился.